# Émile Grumiaux
Émile Grumiaux (Hornu, Hainaut, Bèlgica, 11 de juny de 1861 - Liévin, Pas-de-Calais, França, 18 de maig de 1932) va ser un tirador amb arc francès, que va competir a cavall del segle xix i el segle xx. El 1900 va prendre part en els Jocs Olímpics de París, en què guanyà la medalla d'or en la modalitat de tir Sur la Perche à la Pyramide del programa de tir amb arc.